# Monte calvario
Monte calvario é uma telenovela mexicana produzida por Valentín Pimstein para a Televisa e exibida pelo Canal de las Estrellas entre 17 de março e 10 de outubro de 1986, sucedendo Vivir un poco e antecedendo Cuna de lobos, 150 capítulos.
A trama foi protagonizada por Edith González e Arturo Peniche e antagonizada por Úrsula Prats, Lili Inclán, Consuelo Frank e José Alonso.

## Enredo
Ana Rosa é uma jovem estudante que é obrigada por sua cruel avó Rosario a se casar com o temido e orgulhoso Octavio Montero, um homem muito rico que pode tirar ela e sua família da ruína e além disso, sente una desmedida obsessão por ela. Durante uma discussão com Ana Rosa, Otavio sofre um acidente e fica paralítico, o que agria mais seu caráter.
Ana Rosa vai viver na fazenda de Octavio, chamada Monte Calvario, onde também vive Olivia (Úrsula Prats), sua frívola e duvidosa meia-irmã. Ao estar casada com Octavio, Ana Rosa vive um inferno, pois tem que suportar o profundo ódio que Olivia sente dela. Além do mais, Octavio, ainda atado a uma cadeira de rodas, desconta sua amargura com ela, maltratando-a e fazendo a vida dela impossível.
Um dia Ana Rosa, completamente desesperada, trata de suicidar-se, jogando-se num rio. Mas a salva o doutor Gustavo e ambos imediatamente se apaixonam. Ana Rosa lhe oculta sua verdadeira identidade e passam vários dias desfrutando de seu amor. Ela sabe que sua relação com ele é impossível e regressa a Monte Calvario sem se despedir de Gustavo. Meses depois, o destino leva o jovem doutor à fazenda onde vive Ana Rosa, pois havia sido contratado por Octavio para que o cure de sua invalidez.
Ao conhecê-lo, Olivia se encapricha com Gustavo e quando descobre que ele e Ana Rosa tiveram una relação, decide guardar silêncio para seduzi-lo livremente. Octavio finalmente descobre a relação que tem Ana Rosa e Gustavo e está disposto a matá-lo, mas Ana Rosa se sacrifica por seu amado, impedindo que Octavio cumpra sua ameaça.
Ana Rosa se distancia de Gustavo, para logo descobrir que está grávida dele. Ela tenta contar tudo a ele, mas as circunstâncias e intrigas se interpõem no caminho de ambos. Meses depois, Ana Rosa dá à luz a seu filho, auxiliada por Olivia, quem aproveita a situação para roubar o bebê e fazer passar como seu.
Aqui começa o verdadeiro calvário para Ana Rosa, pois ninguém acredita que ela teve um filho. Finalmente, depois de várias intrigas, mentiras e tragédias, Ana Rosa, Gustavo e seu filho se reúnem felizes, mas, poderão contra a maldade do tirano e diabólico Octavio Montero?

## Elenco
- Edith González - Ana Rosa Pérez Montalbán
- Arturo Peniche - Dr. Gustavo Seckerman
- José Alonso - Octavio Montero Narváez
- Úrsula Prats - Olivia Montero Narváez
- Aurora Molina - Chana
- René Muñoz - Padre Cito
- Alfonso Iturralde - Roberto #1
- Odiseo Bichir - Roberto #2
- Lili Inclán - Fátima
- Consuelo Frank - Rosario Valverde vda. de Montalbán
- Javier Herranz - Carlos
- Julia Marichal - Matilde
- María Idalia - La Loca / Ana Teresa
- Alejandro Landero - Margarito
- Lizzeta Romo - Elisa
- Juan Carlos Serrán - Juan Camacho
- Sylvia Suárez - Magdalena "Malena" Seckerman
- Raquel Parot - Madre Directora
- Rosa María Bianchi - Esther
- Leticia Calderón - Tere
- Ricardo Cervantes - Inspetor
- Alejandro Tommasi - Caleta Montero
- Patricia Dávalos - Mama
- Omar Fierro - Román
- Armando Franco - Jaime
- Pedro Geraldo - Graciano
- Antonio González - Juiz
- Christopher Lago - Marito
- Dalilah Polanco - Chole
- Rodolfo Lago - Fermín
- Ismael Larumbe - Médico
- David Rencoret - Felipe
- Armando Palomo - Julio
- Aurora Clavel - Fernanda
- Liliana Weimer - Susanna
- Pedro Damián - Alfonso
- Jorge Lavat - Armando Montero
- Armando Calvo - Antonio
- Gerardo Klein - Gerardo
- Héctor Catalán - Bernardo
- Lei Quintana - Juliana
- Bertha Cervera - Martilia
- Alonso Sandoval - Gustavo "Gustavito" Seckerman Pérez
- Juan Verduzco - Médico
- Eduardo Díaz Reyna - Comissário
- Macario Álvarez - Agente

## Prêmios e indicações

### Prêmio TVyNovelas de 1987
| Categoria                | Indicado(a)       | Resultado |
| ------------------------ | ----------------- | --------- |
| Melhor telenovela        | Valentín Pimstein | Indicado  |
| Melhor atriz antagonista | Úrsula Prats      | Indicado  |
| Melhor ator antagonista  | José Alonso       | Indicado  |
| Melhor atriz principal   | Lili Inclán       | Indicado  |
| Revelação masculina      | Odiseo Bichir     | Venceu    |